# 近衛兼嗣
近衞 兼嗣（このえ かねつぐ）は、南北朝時代（北朝）の公卿。近衛家11代当主。関白・近衛道嗣の子。官位は従一位・摂政、右大臣。

## 経歴
応安元/正平23年従三位に叙せられたのち、永和元/天授元年内大臣、永和4/天授4年右大臣を歴任。足利義満の台頭とともに、摂政・関白は義満に気脈を通じる近衛家・二条家の両家が独占するようになっていたが、兼嗣は嘉慶元/元中4年、二条良基のあとを受け摂政・藤氏長者の宣下を受けた。ところが翌月父近衛道嗣の死にあい、喪が明けてのち復任したものの、翌年29歳で死去。号は後六条。後任には二条良基が任ぜられ、良基4度目の関白就任であった。

## 官職歴
- 貞治5年9月26日（1366年10月30日） - 貞治5年12月7日（1367年1月7日）　左近衛権中将
- 貞治5年12月7日（1367年1月7日） - 応安4年3月12日（1371年3月29日）　右近衛権中将
- 貞治6年2月13日（1367年3月14日） - 応安2年12月19日（1370年1月17日）　播磨介
- 応安2年12月19日（1370年1月17日） - 応安4年3月12日（1371年3月29日）　権中納言
- 応安4年3月12日（1371年3月29日） - 永和元年11月18日（1375年12月11日）　権大納言
- 永和元年11月18日（1375年12月11日） - 永和4年8月27日（1378年9月19日）　内大臣
- 永和2年正月6日（1376年1月27日） - 永和3年5月22日（1377年6月28日）　左近衛大将
- 永和4年8月27日（1378年9月19日） - 嘉慶2年3月26日（1388年5月2日）　右大臣
- 至徳4年2月7日（1387年2月25日） - 嘉慶2年3月26日（1388年5月2日）　摂政（後小松天皇）

## 位階歴
- 貞治5年8月29日（1366年10月4日）　正五位下
- 貞治6年正月5日（1367年2月4日）　従四位下
- 貞治6年7月22日（1367年8月18日）　正四位下
- 応安元年2月21日（1368年3月10日）　従三位
- 応安2年正月5日（1369年2月12日）　正三位
- 応安4年正月5日（1371年1月22日）　従二位
- 応安6年正月6日（1373年1月30日）　正二位
- 永和5年正月6日（1379年1月24日）　従一位

## 系譜
- 父：近衛道嗣（1333-1387）
- 母：洞院実夏の養女 - 洞院実世の娘
- 妻：家女房
  - 男子：近衛忠嗣（1383-1454）
- 生母不明の子女
  - 男子：玄昭
  - 男子：良兼